# Creswell (Carolina del Nord)
Creswell és una població dels Estats Units a l'estat de Carolina del Nord. Segons el cens del 2008 tenia 259 habitants.

## Demografia
Segons el cens del 2000, Creswell tenia 278 habitants, 118 habitatges i 86 famílies. La densitat de població era de 255,6 habitants per km².
Dels 118 habitatges en un 28% hi vivien nens de menys de 18 anys, en un 40,7% hi vivien parelles casades, en un 27,1% dones solteres, i en un 27,1% no eren unitats familiars. En el 24,6% dels habitatges hi vivien persones soles el 13,6% de les quals corresponia a persones de 65 anys o més que vivien soles. El nombre mitjà de persones vivint en cada habitatge era de 2,36 i el nombre mitjà de persones que vivien en cada família era de 2,77.
Per edats la població es repartia de la següent manera: un 22,3% tenia menys de 18 anys, un 10,4% entre 18 i 24, un 19,1% entre 25 i 44, un 24,1% de 45 a 60 i un 24,1% 65 anys o més.
L'edat mediana era de 43 anys. Per cada 100 dones de 18 o més anys hi havia 77 homes.
La renda mediana per habitatge era de 20.833 $ i la renda mediana per família de 23.750 $. Els homes tenien una renda mediana de 25.000 $ mentre que les dones 16.500 $. La renda per capita de la població era d'11.769 $. Entorn del 18,3% de les famílies i el 26,1% de la població estaven per davall del llindar de pobresa.

## Poblacions més properes
El següent diagrama mostra les poblacions més properes.